# Loboglomeris haasi
Loboglomeris haasi är en mångfotingart som beskrevs av Carl Graf Attems 1927. Loboglomeris haasi ingår i släktet Loboglomeris och familjen klotdubbelfotingar. Inga underarter finns listade i Catalogue of Life.